# Flevoland
Flevoland este o provincie a Țărilor de Jos. Este a douăsprezecea provincie a țării, situată în zona centrală a teritoriului, și are capitala la Lelystad. Populația provinciei este de cca. 370.000 locuitori (2005). Alte orașele importante sunt Almere, Swifterbant și Emmeloord.

## Comune
Provincia Flevoland este împărțiță în 6 de comune.
| 1. Almere 2. Dronten 3. Lelystad 4. Noordoostpolder 5. Urk 6. Zeewolde |